# Acmanthera
Acmanthera é um género botânico pertencente à família Malpighiaceae.
As espécies são árvores, arbustos e subarbustos nativos do Brasil.

## Espécies
- Acmanthera cowanii W. R. Anderson
- Acmanthera duckei W. R. Anderson
- Acmanthera fernandesii W. R. Anderson
- Acmanthera latifolia (Adr. Juss.) Griseb. in Mart.
- Acmanthera longifolia Nied.
- Acmanthera minima W. R. Anderson
- Acmanthera parviflora W. R. Anderson
- Acmanthera radlkoferi